# Costa di Oscar II

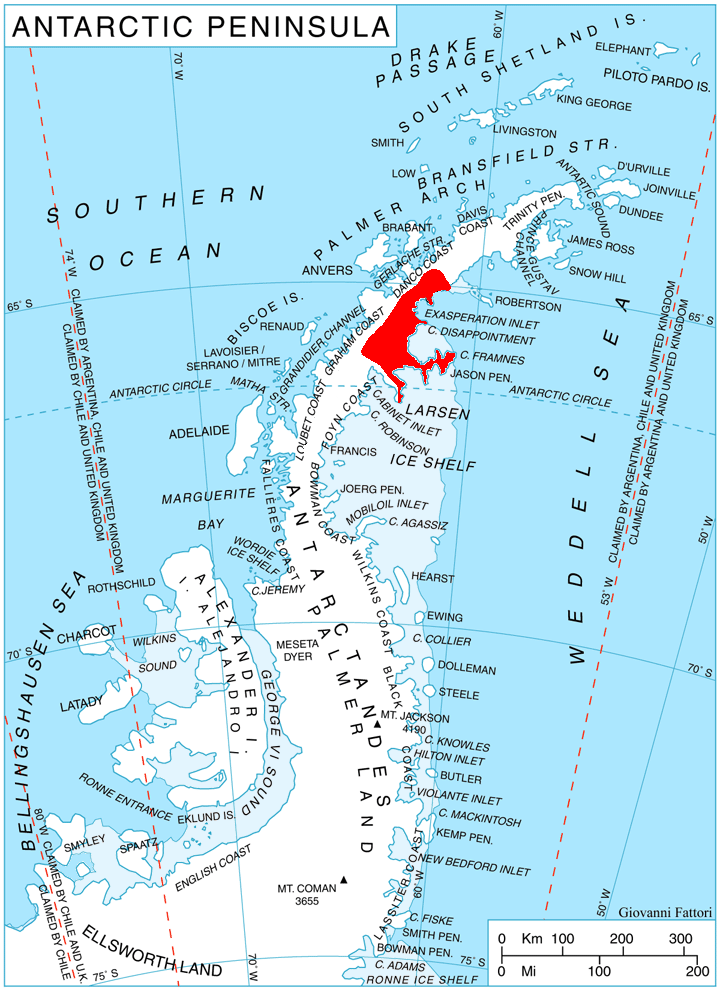
La costa di Oscar II nella penisola Antartica.

La costa di Oscar II (65°45′S 62°30′W) è una porzione della costa della Terra di Graham, in Antartide. In particolare, la costa di Oscar II si estende nella parte orientale della penisola Antartica, tra Capo Fairweather (65°00′S 61°01′W) e Capo Alexander (66°44′S 62°37′W).

## Storia
La costa di Oscar II fu scoperta nel 1893 dal capitano norvegese Carl Anton Larsen che la battezzò con il suo attuale nome in onore di Oscar II (Oscar Fredrik), re di Svezia dal 1872 alla sua morte e re di Norvegia dal 1872 al 1905.